# Onthophagus multicornis
Onthophagus multicornis là một loài bọ cánh cứng trong họ Bọ hung (Scarabaeidae).